# Bükme
Bükme o Mercimekli bükme (turc per bükme amb llentilles) és un plat de massa, de la cuina turca, similar a una mena de börek turc. Es fa amb fulles de massa (yufka) fresca omplertes amb llentilles bullides, i es cuina al forn. Altres ingredients són l'oli de cuinar, margarina, cebes, sal i espècies. Abans de fornejar la safata es pinta amb oli de cuinar i s'utilitza paper de cuinar per a cobrir el fons. És un plat típic d'Afyon i voltants, especialment del districte d'Emirdağ. Com la província d'Afyon és famosa per la producció del cascall (Afyon significa opi), també es fa bükme amb llavors d'aquest planta, llavors el plat s'anomena "haşhaşlı bükme" (bükme amb llavors de cascall).